# Electronic Product Environmental Assessment Tool
L'Electronic Product Environmental Assessment Tool (in sigla: EPEAT) ovvero Strumento di valutazione ambientale dei prodotti elettronici è un metodo per i consumatori di valutare l'effetto di un prodotto elettronico sull'ambiente. Valuta standard ambientali del ciclo di vita del prodotto e classifica prodotti come oro, argento o bronzo basandosi su criteri di prestazioni ambientali.
È gestito dal Green Electronics Council (Consiglio di Elettronica Verde), anch'esso un programma dell'International Sustainability Development Foundation (ISDF), Fondazione per lo sviluppo sostenibile internazionale, il quale prevede un mondo dove il commercio le comunità e la natura prosperano in armonia.
Per qualificare i prodotti agli standard della famiglia IEEE 1680 dell'elettronica verde e identificare i prodotti come Bronzo EPEAT, argento EPEAT e oro EPEAT l'organizzazione assegna un MOU (Memorandum of Understanding, ovvero memorandum d'intesa) con un gruppo di tecnici e organizzazioni di valutazione ambientale.
Il Consiglio valuta sulla base di 51 criteri, di cui 23 richiesti e 28 opzionali che misurano l'efficienza del prodotto e la sua sostenibilità.
I prodotti sono classificati come Oro, argento e bronzo a seconda di quanti criteri opzionali possiedono.
Nel gennaio 2010 Amazon.com ha incominciato ad usare le valutazioni EPEAT per identificare i prodotti elettronici più verdi sul suo sito.
A luglio 2012 Apple non fa più valutare i suoi prodotti col sistema di certificazione EPEAT. Alcuni suggeriscono che i suoi più recenti tablet e dispositivi mobili non riuscirebbero più a rispettare i criteri di smontaggio e riciclabilità. Pochi giorni dopo, Bob Mansfield, capo della progettazione hardware della Apple, in una lettera, ammette che uscire dall'EPEAT è stato uno sbaglio. Da quella lettera, tutti i prodotti Apple sono di nuovo conformi all'EPEAT.